# امهرست، نوا اسکوشیا
امهرست، نوا اسکاتیا (به انگلیسی: Amherst, Nova Scotia) یک شهرک در کانادا است که در شهرستان کامبرلند٬ نوا اسکوشیا واقع شده‌است.

## خصوصیات
امهرست ۹٬۷۱۷ نفر جمعیت دارد و ۲۲٫۱۱ متر بالاتر از سطح دریا واقع شده‌است.